# 戈壁沙拐枣
戈壁沙拐枣（学名：Calligonum gobicum）为蓼科沙拐枣属的植物。分布在蒙古以及中国大陆的甘肃、内蒙古、新疆等地，生长于海拔650米至1,600米的地区，常生长在流动沙丘、半固定沙丘及沙地，目前尚未由人工引种栽培。
种加名 gobicum 意为“戈壁的”。